# Marc Berman
Pour les articles homonymes, voir Berman.
Marc Berman est un acteur français.

## Filmographie

### Cinéma

#### Longs métrages
- 1978 : Molière, d'Ariane Mnouchkine
- 1983 : Édith et Marcel, de Claude Lelouch
- 1983 : Le Bal, d'Ettore Scola
- 1984 : La Femme publique, d'Andrzej Żuławski
- 1985 : Le Mariage du siècle, de Philippe Galland
- 1985 : Elsa, Elsa ! (Tendre Belvédère), de Didier Haudepin
- 1985 : Maccheroni, d'Ettore Scola
- 1986 : I Love you, de Marco Ferreri
- 1986 : Noir et Blanc, de Claire Devers
- 1986 : Le Piège, de Gérard Vergez
- 1986 : L'État de grâce, de Jacques Rouffio
- 1987 : Deux minutes de soleil en plus, de Gérard Vergez
- 1990 : Tom et Lola, de Bertrand Arthuys
- 1990 : Aux yeux du monde, d'Éric Rochant
- 1990 : The Last Island, de Marleen Gorris
- 1992 : Le Voyage, de Fernando Solanas
- 1992 : Sexes faibles !, de Serge Meynard
- 1992 : Riens du tout, de Cédric Klapisch
- 1993 : Métisse, de Mathieu Kassovitz
- 1994 : Les Patriotes, d'Éric Rochant
- 1994 : Le Fils préféré, de Nicole Garcia
- 1995 : Fast, de Dante Desarthe
- 1995 : Ridicule, de Patrice Leconte
- 1996 : Passage à l'acte, de Francis Girod
- 1997 : Nitrate d'argent, de Marco Ferreri
- 1998 : Sombre, de Philippe Grandrieux
- 1999 : Peut-être, de Cédric Klapisch
- 2000 : Elle et lui au 14e étage, de Sophie Blondy
- 2000 : Sur un air d'autoroute, de Thierry Boscheron
- 2001 : Une hirondelle a fait le printemps, de Christian Carion
- 2001 : 17, rue Bleue, de Chad Chenouga
- 2002 : Michel Vaillant, de Louis-Pascal Couvelaire
- 2003 : Qui a tué Bambi ?, de Gilles Marchand
- 2006 : Le Pressentiment, de Jean-Pierre Darroussin
- 2008 : Home, de Ursula Meier
- 2009 : L'Affaire Farewell, de Christian Carion
- 2010 : Suite Parlée, de Joël Brisse et Marie Vermillard
- 2013 : Comme un lion, de Samuel Collardey
- 2017 : Les Fantômes d'Ismaël, de Arnaud Desplechin
- 2020 : Hommes au bord de la crise de nerfs d'Audrey Dana
- 2022 : Simone, le voyage du siècle d'Olivier Dahan

#### Courts métrages
- 1985 : Pan pan t'es mort, d'Ariel Piasecki et Thadé Piasecki
- 1987 : Présence féminine, d'Éric Rochant
- 1989 : Ce qui me meut, de Cédric Klapisch
- 1992 : Assassins..., de Mathieu Kassovitz
- 1994 : Pantoufles, de Muriel Cravatte
- 1995 : Coma, de Jean-Pascal Hattu
- 1998 : De l'art ou du cochon, de ???
- 1998 : Le Château d'eau, de Christian Carion
- 1999 : Monsieur le député, de Christian Carion
- 2000 : Baluchon, de Thomas Chatelet
- 2005 : La Serre de glace, de Marc Barbe

### Télévision
- 1980 : En rev'nant d'l'expo, de Nat Lilienstein
- 1985 : Les Cinq Dernières Minutes : Crime sur Mégahertz de Joannick Desclers
- 1985 : Le Monde d'une voix, de Jean-François Jung
- 1988 : Sueurs froides - Mise à l'index, de Bernard Nauer
- 1989 : Un appel Intrigues d'Emmanuel Fonlladosa
- 1989 : Le Banquet, de Marco Ferreri
- 1990 : Peine de mort Intrigues d'Emmanuel Fonlladosa
- 1990 : Paparoff - L'Élephant bleu, de Jean-Pierre Richard
- 1991 : Ils n'avaient pas rendez-vous, de Maurice Dugowson
- 1991 : Le Lyonnais - Régis l'éventreur, de Georges Combe
- 1992 : Rêve de Siam, de Olivier Bourbeillon
- 1993 : Young Indiana Jones - Petrograd, July 1917, de René Manzor
- 1993 : La Lettre inachevée, de Chantal Picault
- 1994 : La Peau du chat, de Jacques Otmezguine
- 1994 : Julie Lescaut - Rapt, d'Élisabeth Rappeneau
- 1994 : Le Feu follet, de Gérard Vergez
- 1994 : Les Cinq Dernières Minutes - L'assassin fait du cinéma, de Gérard Vergez
- 1995 : La Musique de l'amour : Chouchou, de James Cellan Jones
- 1995 : Crime sans témoin, de Thierry Binisti
- 1995 : Sous le soleil, de Laurent Lévy
- 1996 : Les Alsaciens ou les Deux Mathilde, de Michel Favart (feuilleton TV)
- 1996 : Long Cours, d'Alain Tasma
- 1997 : Le Pantalon, d'Yves Boisset
- 1997 : La Mort dans l'âme, de Daniel Janneau
- 1998 : Nestor Burma - Les affaires reprennent, de Philippe Venault
- 1998 : Un père en plus, de Didier Albert
- 1998 : Tous ensemble, de Bertrand Arthuys
- 1998 : Anne Le Guen - L'Excursion, de Daniel Janneau
- 1998 : Embarquement immédiat, d'Aline Issermann
- 1999 : Sam, d'Yves Boisset
- 1999 : Petits Nuages d'été, d'Olivier Langlois
- 1999 : Les Quatre-vingt unards, de Marco Pico
- 2000 : Confession d'un tueur, d'Alexis Lecaye
- 2000 : Le Baptême du boiteux, de Paule Zajdermann
- 2000 : Passage interdit, de Michaël Perrotta
- 2000 : Les Cordier, juge et flic - Les Tables de la loi, de Pascale Dallet
- 2000 : Les Enfants du printemps, de Marco Pico
- 2000 : Lyon police spéciale, de Bertrand Arthuys
- 2000 : Les Enquêtes d'Éloïse Rome (plusieurs épisodes)
- 2000 : La Crim'' - épisode Les Yeux ouverts, de Dennis Berry
- 2001 : Double Emploi, de Bruno Carrière
- 2001 - 2005 : Les Enquêtes d'Éloïse Rome, de Denys Granier-Deferre, Edwin Baily, Didier Le Pêcheur, Christophe Douchand, Vincent Monnet
- 2002 : Commissariat Bastille - Le plus bel âge, de Jean-Marc Seban
- 2003 : La Crim'' - Un crime virulent, de Jean-Pierre Prévost
- 2003 : Avocats et Associés - L'Enfant du silence, d'Alexandre Pidoux
- 2004 : Sex and the City - An American Girl in Paris, de Tim Van Patten
- 2004 : Sœur Thérèse.com - Retour de flammes, de Joyce Buñuel
- 2005 : Félix Leclerc, de Claude Fournier
- 2005 : Les Esprits du fleuve, de Claude Fournier
- 2005 : Trois Jours en juin, de Philippe Venault
- 2005 : Les Montana - Sans issue, de Benoît d'Aubert
- 2006 : Ange de feu, de Philippe Setbon
- 2006 : Le Grand Charles, de Bernard Stora
- 2006 : Une femme d'honneur - Sans mobile apparent, de Patrick Poubel
- 2006 : Julie Lescaut - Urgence bébé volé : la mort en rose, d'Élisabeth Rappeneau
- 2006 : Martin Paris, de Douglas Law
- 2006 : Tropiques amers, de Jean-Claude Flamand
- 2006 : L'Embrasement / Titre de tournage "Une enquête", de Philippe Triboit
- 2006 : Greco - La Deuxième Silhouette, de Philippe Setbon
- 2007 : Les Jurés, de Bertrand Arthuys
- 2011 : Le vernis craque, de Daniel Janneau

## Théâtre

### Comédien
- La Fin de Casanova, mise en scène Anita Picchiarini
- Georges Dandin de Molière, mise en scène François Rancillac
- Sallinger, mise en scène A.F Benhamou et Denis Loubaton
- Un marin perdu en mer de et par Joël Jouanneau
- Poker à la Jamaïque, mise en scène Joël Jouanneau
- Le Chandelier, mise en scène Sylvie Mongin-Algan
- La Nuit dernière, mise en scène Yves Adler
- Karamazov de Fiodor Dostoïevski, mise en scène Anita Picchiarini
- Le Legs de Marivaux, mise en scène Jean-Claude Penchenat
- 1977 : David copperfield, mise en scène Jean-Claude Penchenat
- 1979 : L'Épreuve de Marivaux, mise en scène Jean-Claude Penchenat
- 1981 : Le Bal, mise en scène Jean-Claude Penchenat
- 1983 : En rev'nant d'l'expo, mise en scène Jean-Claude Grumbert
- 1985 - 1986 : Le Roi Lear de William Shakespeare, mise en scène Matthias Langhoff
- 1987 : Le Rêve de d'Alembert de Denis Diderot, mise en scène Jacques Nichet, Théâtre des Treize Vents
- 1988 : Les Trois Sœurs d’Anton Tchekhov, mise en scène Maurice Bénichou, Festival d'Avignon
- 1991 : Tableau d'une exécution et Le Jardin d'agrément d'Howard Barker et Catherine Zambon, mise en scène Simone Amouyal, Petit Odéon
- 1991 : L'Entretien des méridiens d'Evelyne Pieiller, mise en scène Joël Jouanneau, Festival d'Avignon
- 1991 : Le Bouc, mise en scène Anita Picchiarini
- 1992 : Le Siège de Numance, mise en scène Robert Cantarella
- 1993 : Baal, de Bertolt Brecht, mise en scène Anita Picchiarini
- 1994 : Le Condor, mise en scène Joël Jouanneau
- 1995 : Le Masque de Robespierre, mise en scène Jean Jourdheuil
- 1995 : La Bataille d'Harminius, mise en scène Jean Jourdheuil
- 1997 : À trois mains, mise en scène Bruno Bayen
- 1998 : L'Échange de Paul Claudel, mise en scène Bernard Lévy, Nouveau théâtre d'Angers
- 1999 : Toute nudité sera châtiée, mise en scène Alain Ollivier
- 1999 : Thyeste, mise en scène Sylvain Maurice, Théâtre de Gennevilliers
- 2000 - 2001 : La locandiera de Carlo Goldoni, mise en scène Claudia Stavisky
- 2001 : Macbeth de William Shakespeare, mise en scène Sylvain Maurice, Festival d'Avignon
- 2002 : Elle est là et c'est beau de Nathalie Sarraute, mise en scène Michel Raskine
- 2003 : Woyzeck de Georg Büchner, mise en scène Christophe Perton, Comédie de Valence, Théâtre des Célestins
- 2004 : Paradise de Daniel Keene, mise en scène Laurent Laffargue, Théâtre de la Commune
- 2004 : Casanova de Marina Tsvetaïeva, mise en scène Picchiarini, Théâtre de la Ville
- 2005 : L'Âge d'or de Georges Feydeau, mise en scène Claudia Stavisky, Théâtre des Célestins
- 2006 : Meilleurs souvenirs de Grado de Franz Xaver Kroetz, mise en scène Benoît Lambert, Théâtre national de Strasbourg
- 2006 - 2007 : Un captif amoureux, mise en scène Anita Picchiarini et Dominique Leconte
- 2007 : 74 Georgia Avenue, mise en scène Stéphane Valensi
- 2008 : S'agite et se pavane, mise en scène Célie Pauthe
- 2009 : Tristan et Isolde, mise en scène Mathieu Bauer / Sentimental Bourreau
- 2009 : Philoctète, mise en scène Jean Jourdheuil, Théâtre des Abbesses
- 2010 : Philoctète, mise en scène Jean Jourdheuil, Théâtre national de Strasbourg
- 2014 : Rosmersholm d'Henrik Ibsen, mise en scène Julie Timmerman, Espace Culturel André Malraux
- 2014 - 2015 - 2016 : Le Tartuffe ou l'Imposteur de Molière, mise en scène Benoit Lambert, Théâtre Dijon-Bourgogne, Théâtre de la Commune, tournée
- 2015 : Benjamin Walter de et mise en scène Frédéric Sonntag, tournée scènes nationales

(Il manque environ 5 ou 6 spectacles situés entre 2003 et 2007)

### Metteur en scène
- 1983 : Salle numéro 6 d'Anton Tchekhov, adaptation de Jean Gillibert, "La Piscine", Châtenay-Malabry, avec Jean Gillibert, filmé par Jean-Claude Arié.

### Scénographe
- Karamazov de Fiodor Dostoïevski, m.e.s. Anita Picchiarini
- 1991 : Le Bouc de Rainer Werner Fassbinder, m.e.s. Anita Picchiarini
- 1993 : Baal de Bertolt Brecht, m.e.s. Anita Picchiarini
- Salle numéro 6 d'Anton Tchekhov, m.e.s et scénographie de Marc Berman
- La Fin de Casanova, m.e.s. Anita Picchiarini

### Autres
- 1975 : Création de la troupe du Théâtre du Campagnol. Entre 1975 et 1982, il participe à tous les spectacles comme comédien. Il fait sa première mise en scène en 1982.